# Lijst van naamdagen - augustus
Hieronder staan de naamdagen voor augustus.
| Dag         | Heilige                                                             | Voornaam |
| ----------- | ------------------------------------------------------------------- | --- |
| 1 augustus  | Alfonsus van Liguori Jonatus Peregrinus van Modena                  | Alfons, Fonne, Fons Jonathan, Jonatus Pelle |
| 2 augustus  | Eusebius van Vercelli Stefaan I Pierre-Julien Eymard                | Cebus, Eusebia, Euseeb Etienne, Stef, Stefan, Stefano, Steffie, Stephen, Steven, Stevin Pieter-Juliaan |
| 3 augustus  | Lydia Nikodemus Walenus                                             | Lida, Lidia, Lid(d)y, Lydiane, Lydie, Lysiane Nicodem, Nick, Nico Walhène, Walthen |
| 4 augustus  | Johannes Maria Vianney Reinier Friedrich Janssoone                  | Jean-Marie Rainero, Rain(i)er, Reginar, Rein, Rein(d)er, Re(i)nier, Reinko, Rense, Renze, Renzo, Reyert, Rijnse, Rinke Feddrick, Free, Frederika, Frits, Rika |
| 5 augustus  | Abel Nonna van Nazianze Oswald                                      | Abel, Abella Fonne, Von, Vonne, Vonnie, Ivo, Yvonne Osewald, Oswald(a), Oswoud, Walda, Waldina |
| 6 augustus  | Justus                                                              | Jo, Joos, Joost, Josie, Joyce, Judocus, Justa, Juste, Justin, Justine, Justus, Stien |
| 7 augustus  | Sixtus II Albertus van Sicilië Claudia Hilariaan Cajetanus Agapitus | Sisto Albert, Bert, Brecht Klaudia, Gladys Hilariaan, Hilarien Gaëtan, Gaëtane, Gaétan, Gaytano Agapit |
| 8 augustus  | Dominicus Marijn Leobald Cyriacus Hugolina van Novarra              | Domenico, Domenique, Domien, Domingo, Dominic, Dominiek, Dominique, Nik Marijn, Rino, Rinus Liébaut, Leobold Cyriaco Hugina, Hugine, Huigje |
| 9 augustus  | Romaan Edith Stein Maurilius Ceferino Malla                         | Manus, Romana, Romeo Ditte, Edgytha Maurille Ceferino, Zeferino |
| 10 augustus | Laurens van Rome Asteria                                            | Larry, Lars, Lasse, Laura, Laureins, Laurence, Laurencio, Laurens, Laurentia, Laurentien, Laurie, Lawrence, Lorenzo, Lori, Ran, Ren, Rens, Zino Astrid |
| 11 augustus | Clara van Assisi Suzanna Philomena Gorik                            | Clara, Clarice, Clarissa Sanne, Sanny, Susan, Sue, Suzie Meen Gauderik, Gaugerik, Gery, Goderik, Godric, Gorik, Gorry |
| 12 augustus | Hilaria Merwenna                                                    | Hilary, Hillary, Lyra Merve |
| 13 augustus | Pontianus Hippolytus Ludolf Wigbert Gertrudis                       | Pontien Hiep, Polyte Lodolfine Wibe, Wibert, Wiebe, Wiebrecht, Wipert Geertruida, Gertrude, Geertrui |
| 14 augustus | Werenfried Eberhard Athanasia Maximiliaan Kolbe Arnold van Soissons | Fridus, Warnfield, Werenfried Ebert, Eef, Eppo, Everard, Evert Athanise Max, Maximiliaan Arne, Arno, Arnout |
| 15 augustus | Maria Rupert Alfred Tarcicius                                       | Jolein, Jolieke, Jolien, Jolijn(e), Jolin(d)a, Joline, Maaike, Maartje, Maayke, Mai(ka), Maiken, Maila, Maira, Maire, Maja, Majenka, Malou, Manita, Manja, Manon, Manou, Manou(c)k, Mar(a), Mardou, Mareije, Maremka, Maria, Mariamne, Marie(ke), Mariel, Mariël, Mariella/e, Mariëlla/e, Mariet(je), Marietta/e, Mariëtta/e, Marij(e), Mari(j)ke, Marijne, Mariken, Marilla, Marilou, Marinda, Marinka/e, Mariola, Marion, Maris(ca), Marise, Mariska, Marissa, Marit(a), Maritha, Maritza, Marium, Marja(n), Marjo(es), Marjoke, Marjola, Marjolein, Marjolijn(e), Marjon, Marlijn, Marlinda, Marlot, Maroeschka, Maroesja, Marouschka, Marrien, Maruschka, Mary(se), Mary(ella), Mascha, May, Meeke, Meike, Meriam, Merime, Merle, Mia, Miek(e), Miep, Mies, Mijke, Milou, Mimi, Mira, Miranda, Miranti, Mireille, Mirela, Mirella/e, Miriam, Mirjam, Mirjan(a), Miryam, Morena, Muriel, Muriël(le), Myra, Myreija, Myrène, Myriam, Myrjam, Rayelle, Ria, Rian(ne), Rijanne, Riek(ie), Riet, Rise, Riska, Rita, (Ro)mina, (Ro)minia, (Ro)my, (Roze)marijn Bob, Rob, Robin, Rubben Alfred, Alfreda, Freddy Tarcitius |
| 16 augustus | Stefaan I van Hongarije Rochus Serena                               | Stef, Stefa(a)n, Stephen, Stevin Rocco, Roch, Rochelle, Rocquinho, Roquinho Sereine |
| 17 augustus | Jero(e)n/Hiero Liberaat Clara v/h Kruis Hyacinth van Polen          | Geroen, Hiëronymus, Jeroen, Jeroom, Jiero, Ronny Liberata Claire Hyacintha, Jacinto |
| 18 augustus | Helena Florus Laurus (van Illyrië)                                  | Alena, Alina/e, Aylin, Eileen, Elaine, Eli(e)n, Elina/e, Ella, Ellen, Hele(e)n, Heleentje, Helena/e, Hélène, Helia, Hella, Hellen(ique), Ilana, Ilja, Ilon(c)a, Ilonka, Jelly, Leen, Lena/y, Lèneke, Leni(e), Lenneke, Nell, Selene, Selina/e, Yelke, Ylon(k)a Flore Laura, Laure |
| 19 augustus | Johan Eudes Marianus Bertulf Lodewijk Anjou                         | Ian Mariane Bé, Brecht Clovis, Gino, Lode, Lodewijk, Louis, Ludo, Ludovic, Ludwig |
| 20 augustus | Bernard(us) van Clairvaux Samuel Filibert Herbert Hoscam Oswin      | Barend, Beer(end), Ben(nie), Benno/y, Berdinus, Berend, Bernar, Bernard(us), Bernardinus, Bernd, Berno, Berry, Bjärn, Bjarne, Bjorn, Björn, Brend, Dean, Dino Sam, Sammie, Sammy, Samuel, Sem Filibert, Filiberta Harbert, Erberto Aschwin, Ashwin, Oswin |
| 21 augustus | Pius X Gratia                                                       | Pia, Pie, Pio Grace, Gracia, Graciana, Gracillia, Gracie, Gracy, Gratiënne, Graziella |
| 22 augustus | Timotheüs van Rome Maurus Fabricianus Siegfried Maria Koningin      | Tim, Timo, Timothée, Timothy Maur, Maura, Moor Faber, Fabrice Siegfried, Sigfrid, Sivert Gieneke, Gina, Gine, Gineke, Ginny, Giny, Regan, Regine, Reina, Reinanke, Reine, Reinet |
| 23 augustus | Rosa van Lima Aster Claudius Eugenius van Tyrone                    | Roos, Rose, Rosa, Roza Asteria, Astère, Esther Claude, Claus, Clodius, Klaudia, Klaus Eugène, Owen |
| 24 augustus | Bartolomeüs Emilia van Vialar                                       | Bart, Bartel, Barthold, Bertel, Meeuwis Aemilia, Emily |
| 25 augustus | Lodewijk IX Ebba de Oudere Patricia van Napels                      | Gino, Lewis, Lode, Lodewijk, Loed, Loek, Loekie, Loïc, Loys, Ludo, Ludovic, Ludovika, Ludwig, Luigi, Luigino, Weike Ebba Pathaëla, Pathaëlla, Patrice, Patsy, Patty, Trisha |
| 26 augustus | Zefirin                                                             | Zéphirine |
| 27 augustus | Monica Cesar van Arles                                              | Moniek, Moni, Monica, Monika, Monique Cees, Cesar |
| 28 augustus | Augustinus Adeline Edmond Arrowsmith Bibianus/Vivianus              | August, Augustijn, Augustin, Augustus, Austijn, Gussy, Gustaaf, Gustav(e), Guus, Staf, Stien, Stijn, Tino, Tinus Alina, Alinda, Aline, Linde, Lynda, Lynn Edmée, Edmund, Mon, Monne, Ned Viviën |
| 29 augustus | Johannes de Doper Sabina Verona                                     | Joanie, Johan, Johannes Sabien, Sabijn, Sabine, Savina, Savinus, Sivenne Verona, Veroni |
| 30 augustus | Felix Agil(i)us Bronislava van Polen                                | Feel, Félice, Felicia, Feline, Felix, Lix, Lixel Egil Branislav, Bronos |
| 31 augustus | Reimond Nonnat Aristide Paulinus van Trier                          | Monisha, Raimund, Ramon, Ramón, Ramona, Ramonisha, Raymon, Raymond, Remon, Rémon Aristides Paulijn, Paulin, Paulina |

januari · februari · maart · april · mei · juni · juli · augustus · september · oktober · november · december